# Ramón Meza Barahona
Ramón Alfredo Meza Barahona (1885 - 1971) fue un abogado chileno con destacada participación en el ámbito público. 
Ocupó el cargo de Superintendente de Bancos (1941-1946) y en el Poder Judicial: Juez del Juzgado de Talca; Ministro y Presidente de la Corte de Apelaciones de Valparaíso.

## Familia
Nace en la ciudad de Talca, el 22 de noviembre de 1885.  
Es hijo de Máximo Meza Barahona y Mercedes Barahona Contado.
Casado con Laura Barros Ibar en 1911, tuvo cuatro hijos: Laura, Ramón, Lucía y Mario Meza Barros. 
Fallece en la ciudad de Santiago el 5 de mayo de 1971.

## Educación
Abogado de profesión de la Universidad de Chile, obtuvo su título el 13 de mayo de 1907.

## Trayectoria Pública
Gran parte de su trayectoria se realiza en el Poder Judicial como Juez en diversas ciudades de Chile. 
Se desempeñó como Secretario y Juez del Juzgado de Talca; Ministro y Presidente de la Corte de Apelaciones de Valparaíso hasta 1941.
En 1941 asume como Superintendente de Bancos en reemplazo de José Gabriel Palma Rogers. El nombramiento fue realizado por el gobierno mediante Decreto Supremo 1.119 del 17 de abril de 1941. Permaneció en el cargo hasta su retiro (jubilación) en 1946.
En 1943 es nombrado como miembro integrante del Consejo de Defensa del Niño, instancia a cargo de gestión de la Ciudad del Niño, institución dependiente del Ministerio de Justicia, creada en el gobierno del presidente Juan Antonio Ríos.

## Publicaciones
En 1907 publica el libro: "Apuntes sobre la doctrina de Malthus", de la Imprenta Chile.